# Zwarte kabbes
De zwarte kabbes (Diplotropis purpurea) is een Neotropische boom- en hardhoutsoort.
De boom komt in het ongerepte regenwoud voor, maar niet in zwampbos. Het is een altijdgroene boom die tot 25 m hoog bij 20 meter breed wordt. De groeisnelheid is middelmatig. De boom heeft een ronde, vrij dunne kroon en de stam kan 60 cm in doorsnee worden zonder plankwortels. De boom is in staat stikstof te binden.
Zwarte kabbes is een van de sterkste en mooiste houtsoorten in de neotropen, hoewel het wat lastig te bewerken is. De boom wordt in het wild gekapt.
Het verspreidingsgebied omvat het noorden van Brazilië en de Guiana's

## Het hout
Het pas gekapte kernhout is chocoladebruin. Gedroogd kan het wat veranderen tot grijsbruin, vaak met goudkleurige strepen. Het spinthout is duidelijk te onderscheiden. Het hout wordt voor zware constructies, boten, raamwerken voor behuizing, vloeren en meubels gebruikt.
In Suriname werd in 2016 4.698 m3 ter waarde van een half miljoen dollar (VS) geproduceerd.